# سرفيل دانا
سرفيل دانا (الاسم العلمي:Physocaulis danaa) هو نوع غير مؤكد من النباتات يتبع جنس السرفيل المنفوخ من الفصيلة الخيمية.